# Leucophora shanxiensis
Leucophora shanxiensis är en tvåvingeart som beskrevs av Fan och Wang 1981. Leucophora shanxiensis ingår i släktet Leucophora och familjen blomsterflugor. Inga underarter finns listade i Catalogue of Life.